# Roman Abelewitsch Katschanow
Roman Abelewitsch Katschanow (russisch Роман Абелевич Качанов; * 25. Februar 1921 in Smolensk, Sowjetunion; † 4. Juli 1993 in Moskau, Russland) war ein russischer Animator, Regisseur und Drehbuchautor. Enorme Popularität in der Sowjetunion erreichten seine vier Filme um die Figuren Krokodil Gena und Tscheburaschka.

## Leben
Roman Katschanow, Sohn des Schuhmachers Abel Mendelewitsch Katschanow und seiner Frau Chaja Jakowlewna, verlor im Alter von elf Jahren seine Mutter. Er begann 1939 seinen Militärdienst und absolvierte eine Ausbildung am Militärinstitut für Luftfahrt in Krasnodar. Im Frühjahr 1941 trat er in das Moskauer Eisenbahninstitut ein, wurde aber beim deutschen Einmarsch in die Sowjetunion erneut mobilisiert. Er diente bei den Luftlandetruppen und beendete den Krieg 1945 im Rang eines Sergeanten. Sein Vater und seine ältere Schwester Maria kamen im von den deutschen Truppen besetzten Smolensk ums Leben.
1946 begann er seine Tätigkeit beim sowjetischen Trickfilmstudio Sojusmultfilm, wo er zehn Jahre als Animator arbeitete. Seinen ersten eigenen Film Der Alte und der Kranich (Starik i schurawl) schuf er 1957. Der Stil des Films wich stark von dem der anderen damaligen sowjetischen Animationsfilme ab.

## Filmographie (Auswahl)
- 1969: Krokodil Gena (Крокодил Гена)
- 1971: Tscheburaschka (Чебурашка)

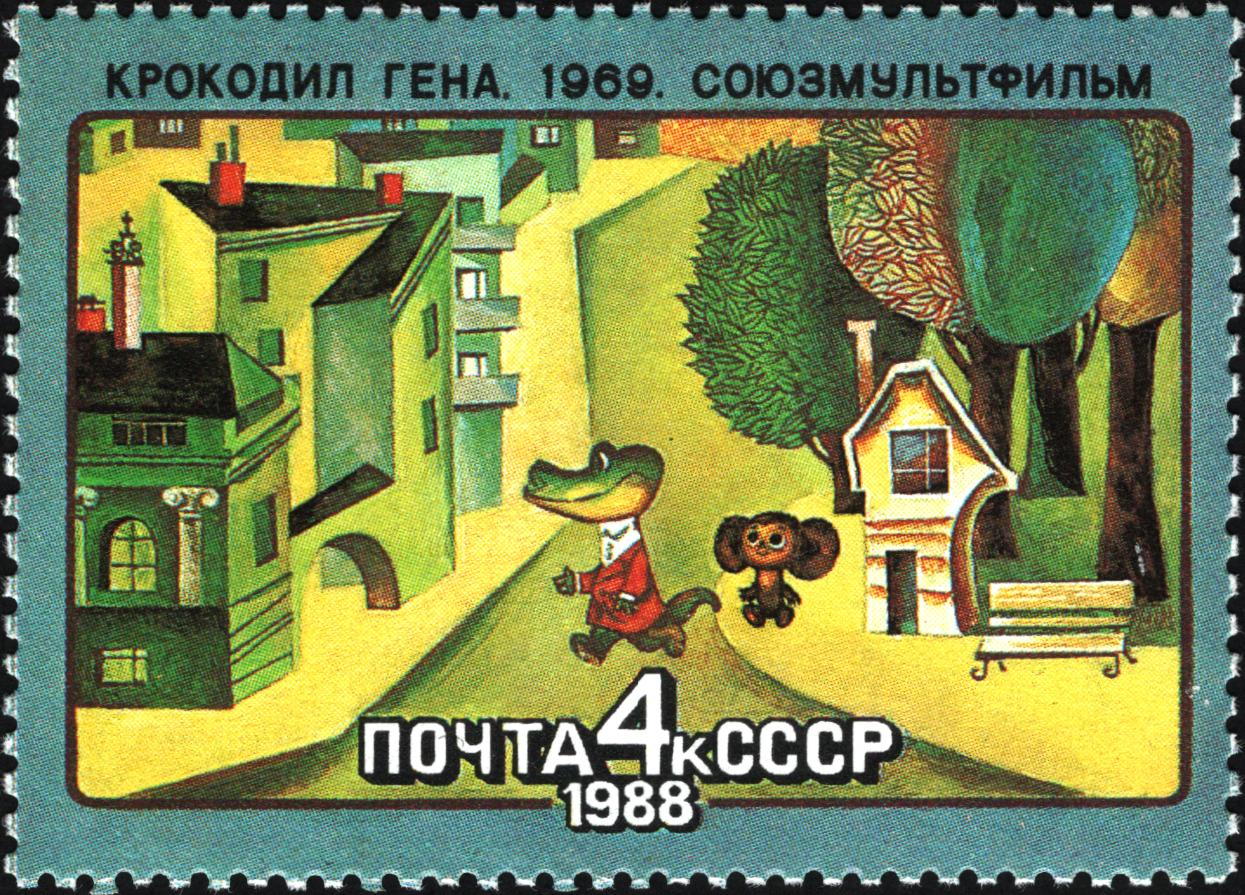
Tscheburaschka und Krokodil Gena auf einer sowjetischen Briefmarke

- 1974: Tscheburaschka und Chapeau-Claque (Шапокляк)
- 1981: Das Geheimnis des Dritten Planeten (Тайна третьей планеты), mit dem Staatspreis der UdSSR ausgezeichnet
- 1983: Tscheburaschka geht zur Schule (Чебурашка идёт в школу)